# Bulbophyllum tryssum
Bulbophyllum tryssum là một loài phong lan thuộc chi Bulbophyllum.